# BCCグループ
BCCグループ（Business Connect China Group）またはBCCグローバル（BCC Global）は、国際金融ハブランキング4位の上海に本社を置き、米ニューヨーク、インド、韓国のソウルに支社があるグローバルコンサルティング会社。

## 概要
会長はスタンフォード大学のコンピューターエンジニアリング学科卒業の中国系アメリカ人、チャン・チャオ(Chang Zhao)。 チェン会長は中華圏内のサプライチェーン管理テクプロジェクトを開発し、CTOも担当した。 フォーチュン500大企業のためのプロジェクトも責任を負い、中華圏史上最大規模のソフトウェア契約も成立させた。 中国の代表的なIT/AI専門家でもある。 共同創業者はスタンフォード大学とハーバード大学大学院MBA、UCアーバイン出身の台湾系アメリカ人テッド・リン（Ted Lin）。米国、日本、韓国、ヨーロッパ、インドの大手企業に中華圏市場についてのリサーチ情報を提供することが主なビジネスである。 BCCグループの副会長は韓国人金勢訓（Winston Kim）だ。 BCCは、グローバル職員の大半が20代後半だ。BCCは2023年基準全世界50万人に達する専門家ネットワークを有している。 BCCは中華圏に限っては代表的なビジネスコンサルティング会社だ。 広い人的ネットワークに基づき、フォーチュン500大企業に含まれるグローバル企業をはじめ、各産業の様々な企業が中国と中華圏に進出する際の効果的な戦略樹立をサポートする。マッキンゼー&カンパニーとボストンコンサルティンググループ、ベインアンドカンパニーなど英米圏の代表的なコンサルティング会社とも協定を結んでいる。 大韓民国国内では韓国の主要大企業が顧客を主軸とする。